# Самый быстрый «Индиан»
Са́мый бы́стрый «И́ндиан» (англ. The World's Fastest Indian) — биографический фильм 2005 года о мотогонщике и изобретателе Берте Монро. В главной роли — Энтони Хопкинс.

## Сюжет
История новозеландца Берта Монро, потратившего многие годы на усовершенствование и модификацию своего мотоцикла марки 1920 Indian Scout. На нём Берт Монро реализовал свою мечту: на знаменитых гонках, проходивших в соляной пустыне Бонневилль-Флэтс в американском штате Юта, он установил в конце 1950—1960-х годов несколько мировых рекордов скорости для обтекаемых мотоциклов с объёмом двигателя до 1000 кубических сантиметров на открытых пространствах, которые не побиты до сих пор.
В центре сюжета дорожные приключения Монро, добирающегося на соревнования в США из своего родного городка Инверкаргилл (Новая Зеландия), и непосредственно события самих гонок. Старому мотогонщику приходится решать множество проблем: денежных, технических, организационных, — у него неважно со здоровьем, и никто особенно не верит, что Берт сможет хотя бы удержать на скорости свой мотоцикл. Но сила его характера непоколебима, и победа остаётся за ним.

## Историческая достоверность
Реально живший Монро женился на Флоренс Берил Мартин (англ. Florence Beryl Martyn) в 1925 году, и развёлся в 1950—1951 годах. У них было 4 ребёнка, о которых в фильме не упоминается.
Настоящий Монро имел старшего брата, погибшего под упавшим деревом (герой Энтони Хопкинса вспоминает об этом примерно на 26-й минуте фильма).
В фильме Монро разогнался до 201,8 миль/ч (324,77 км/ч). В действительности его лучший успешный заезд — 190 миль/ч (305 км/ч). Он также разогнался до 205,67 миль/ч (330,92 км/ч), но этот заезд закончился падением (как и в фильме). Монро также принадлежат рекорды Новой Зеландии (начиная с 1930-х годов), о которых в фильме явно не упоминается. Настоящий Монро неоднократно выступал в Боневилле, начиная с 1956 года.

## В ролях
| Актёр              | Роль                          |
| ------------------ | ----------------------------- |
| Энтони Хопкинс     | Берт Монро                    |
| Дайан Ладд         | Ада                           |
| Айэйн Ри           | Джордж                        |
| Тесса Митчел       | Сара                          |
| Кристофер Лоуфорд  | автогонщик Джим Моффет        |
| Аарон Джеймс Мёрфи | Том                           |
| Кейт Силливан      | Дорис                         |
| Тим Шэдболт        | Фрэнк                         |
| Энни Уиттл         | Фран                          |
| Грег Джонсон       | Дункан                        |
| Брюс Гринвуд       | Джерри                        |
| Пол Родригес       | владелец автосервиса Фернандо |
| Крис Бруно         | Боб                           |
| Джо Говард         | Отто                          |
| Крис Уильямс       | трансвестит Тина              |
| Энтони Старр       | Джефф                         |
| Крейг Холл         | «Арктический Ангел»           |
| Сэйджино Грант     | индеец Джек                   |
| Уолтон Гоггинс     | Марти                         |
| Джессика Коффил    | Уэнди                         |